# Kriegerdenkmal im Hofgarten (Düsseldorf)

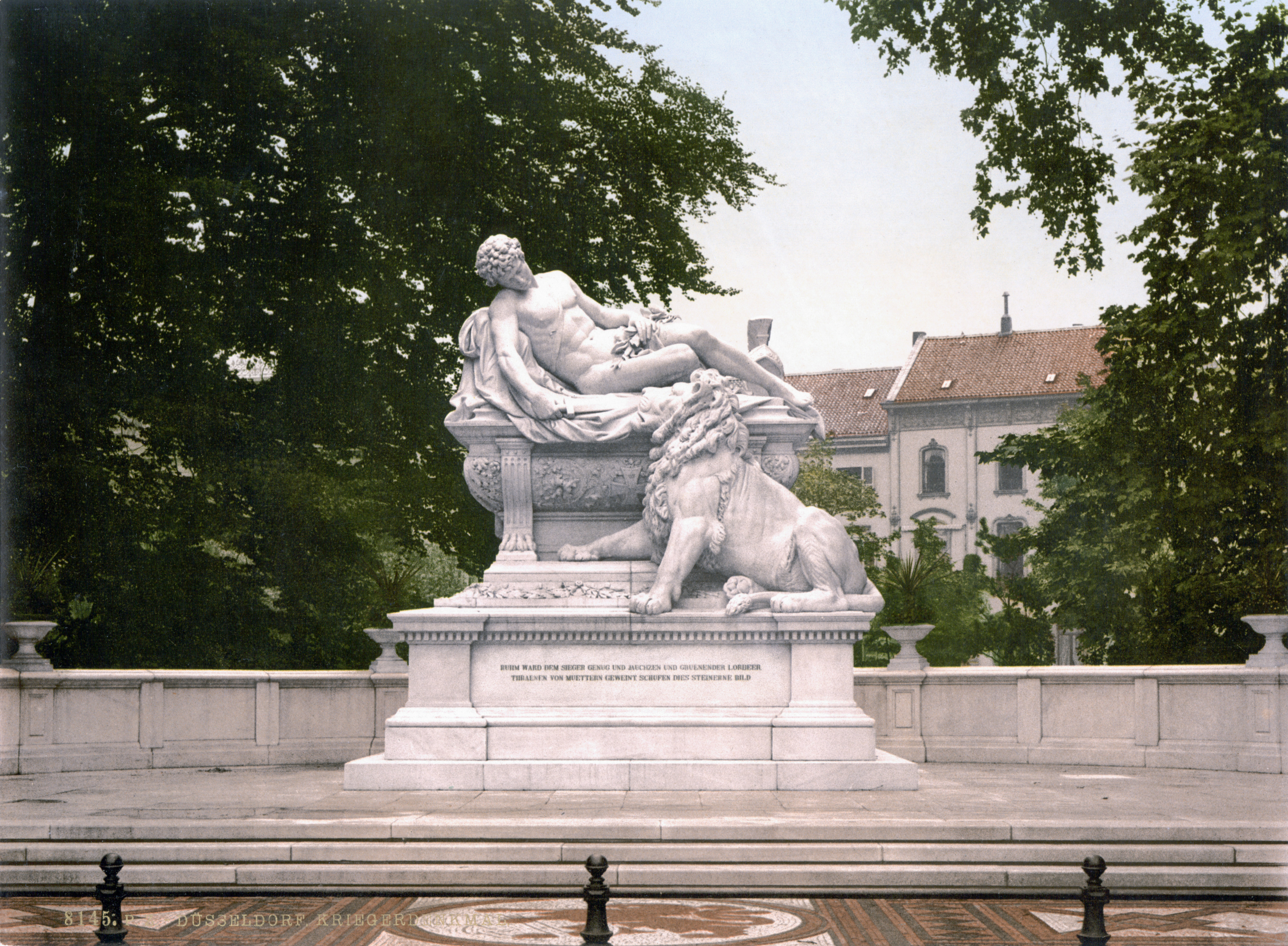
Kriegerdenkmal um 1900, im Hintergrund die Hofgartenstraße

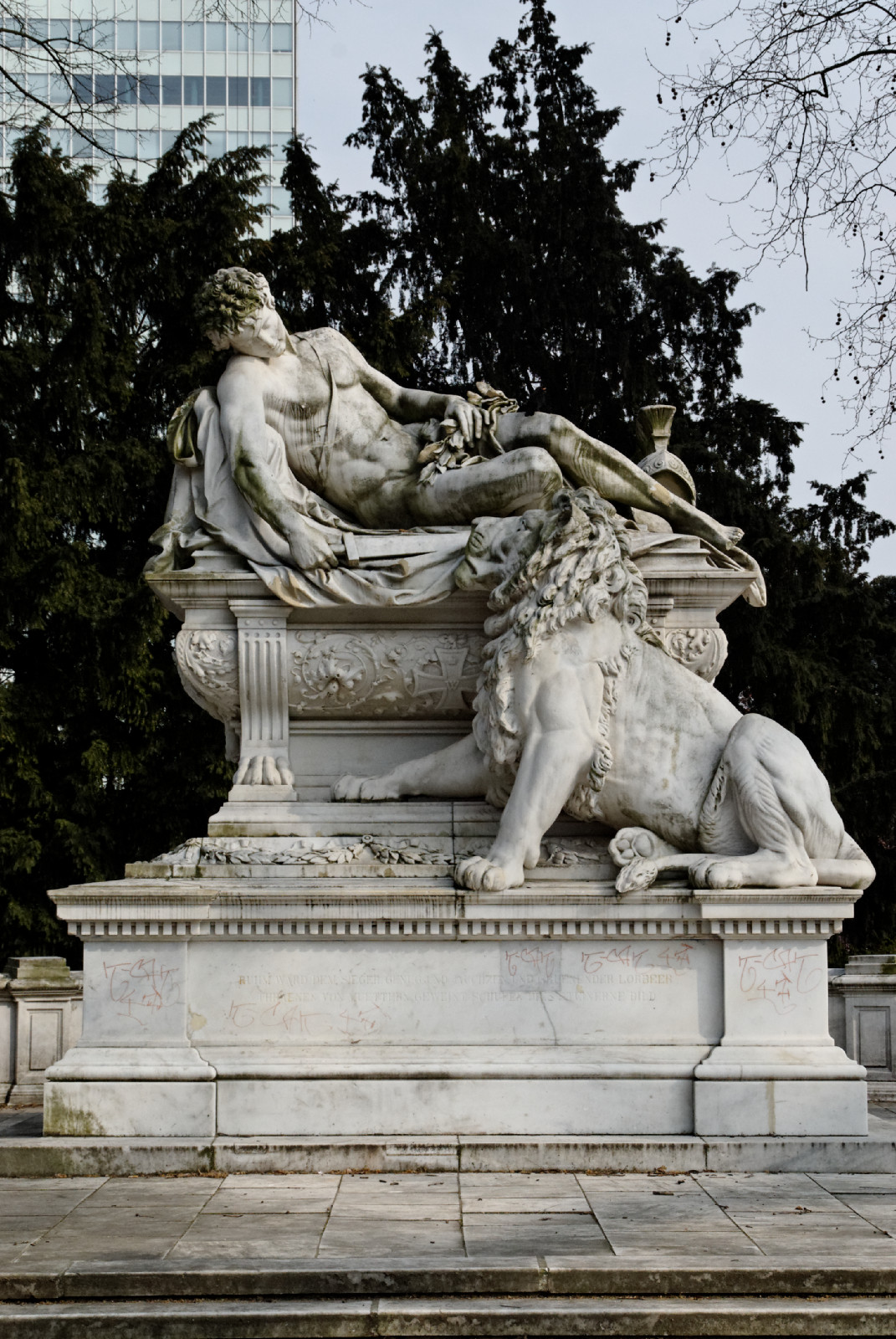
Kriegerdenkmal 2011, im Hintergrund das Dreischeibenhaus

Das Kriegerdenkmal im Hofgarten in der Düsseldorfer Stadtmitte steht auf der Landskrone, dem landschaftsgärtnerisch überformten Rest der ehemaligen Stadtbefestigung im Hofgarten. Das Denkmal wurde von Karl Hilgers (1844–1925) geschaffen, nachdem er mit seinem Entwurf „Vaterstadt“ einen Künstlerwettbewerb, der vom „Ausschuss zur Errichtung eines Kriegerdenkmals“ ausgelobt worden war, gewonnen hatte. Am 18. Oktober 1892 wurde das Denkmal eingeweiht. Es ist gefallenen Düsseldorfer Soldaten der deutschen Einigungskriege (1864–66) und des Deutsch-Französischen Kriegs (1870/71) gewidmet.

## Beschreibung
Das klassizistische Ehrenmal steht auf einem Podest in der Form einer Exedra, deren Halbrund eine Brüstung einfasst. Die Anlage besteht aus weißem Laaser Marmor. In der Mitte der Szene ruht in halbliegender Stellung die Figur eines nackten jungen Kriegers auf einem Sarkophag. Seinen Unterleib bedecken einige Lorbeerzweige, die der Sterbende in seiner linken Hand hält. In der rechten Hand des Jünglings befindet sich ein antikes Kurzschwert. Zu seinen Füßen liegt ein Kriegerhelm mit Helmbusch. In der rechten Brust ist eine Stichverletzung zu sehen. Vor dem Sarkophag sitzt ein Löwe, das Wappentier der Stadt Düsseldorf sowie symbolisches Attribut für Mut und Stärke. Der Sarkophag zeigt mitten auf der Vorderseite ein Eisernes Kreuz mit dem Buchstaben „W“ und einer Krone, auf der Rückseite den Reichsadler des deutschen Kaiserreichs. Die Seiten sind mit Wappen der Stadt Düsseldorf versehen. Am Sockel ist vorne ein Distichon von Hermann Sudermann zu lesen:

„RUHM WARD DEM SIEGER GENUG UND JAUCHZEN UND GRUENENDER LORBEER
THRAENEN, VON MUETTERN GEWEINT, SCHUFEN DIES STEINERNE BILD“

Auf der Rückseite steht:

„IHREN GELIEBTEN SOEHNEN, WELCHE IN DEN SIEGREICHEN JAHREN 1864-66-70-71 DEN
HELDENTOD STARBEN, WEIHT DIESES DENKMAL DIE DANKBARE STADT DUESSELDORF.“

Das Denkmal wurde 2007 restauriert. Fehlende Steine wurden ergänzt, die Fugen überarbeitet, der Schriftzug vergoldet und schließlich ein Graffiti-Schutz aufgebracht.